# Magyar Toleranciadíj
A Magyar Toleranciadíj célja díjazni azokat az ismert és civil személyeket, akik a toleranciáért, az esélyegyenlőségért, a kisebbségek és a másság elfogadásáért tesznek, dolgoznak, emelik fel a szavukat és támogatásukkal elismerést érdemelnek.
Az Emberi Értékek Díjátadó Gála és Jótékonysági Koncert esemény 2021.-től a Magyar Jótékonysági Díjkiosztó Ünnepség a Magyar Tolerancia Díjátadó Gála és a Magyar Esélyegyenlőségi Díjátadó Ünnepség rendezvényeket váltotta fel, foglalja magában. Minden évben megrendezésre kerül az országos jótékonysági esemény, 
az ünnepség keretében adják át 
a Magyar Jótékonysági Díj 
a Magyar Toleranciadíj 
a Magyar Esélyegyenlőségi Díj elismeréseket.
A gála főszervezője és műsorvezetője Amanda Elstak transzszexuális előadóművész aki 2010.- ben álmodta meg a díjakat, rendezvényeket és életre is hívta.
Évről évre a rendezvényt műsorokkal támogatják, Sárközi Anita, Miss Bee, Barabás Miki, Bódy Magdi, Keskeny Márk, Feyér Zita, Kollár Péter Erik, Grasics Anita, Horváth Gyöngyi, Karda Bea, Zalatnay Sarolta, Peller Anna, Korfanti Ferenc, Lakics Balázs, Mulatós Kata, Kovács Gigi, Elek Icu, Veronik, Kóti Norbi, Nemeskéri Sarolta, Demeter Dorka, Noora, Connica Morris, Lexi, Trinity, Laura, Patrissa, Angel Ven Cartier és még sokan mások.
Amanda Elstak műsorvezető minden rendezvényén pár mondatban megemlékezik azokról a csodálatos művészekről akik már nincsenek velünk:
“ Szeretnék megemlékezni azokról a csodálatos lelkű jótékony művészekről akik mindig örömmel jöttek és minden rendezvényen felléptek. Sajnos már csak fentről vigyáznak ránk. Mary Zsuzsi, Kovács Erzsi , Harangozó Teri, Koós János, Aradszky László, Némedi Mari, Terry Black mama, Elena Costa, Matthias,.”

## Díjazottak

### 2010
- politikus: Gyurcsány Ferenc
- színésznő: Eszenyi Enikő
- színész: Fenyő Iván
- rádiós műsorvezető: Frenki
- műsorvezető: Palotás Petra
- újságíró: Radics Márk
- melegbarát szórakozóhely: Club Underground
- transznemű műsorvezető: Tequila
- honlap: pinkvanilla.hu
- pop-énekesnő: Sárközi Anita
- táncdalénekesnő: Mary Zsuzsi
- jazz-énekesnő: Bódy Magdi
- énekes: Tilinger Attila
- együttes: Cairo
- életműdíj: Marlon Extravaganza
- ügyvéd: Dr. Simó Veronika

### 2011
- Színész: Szerednyey Béla
- Színésznő: Fodor Zsóka
- Tv-s műsorvezető: Till Attila
- Énekes: Dobrády Ákos
- Énekesnő: Tóth Vera
- Cigánydal-énekesnő: Bangó Margit
- Táncdalénekesnő: Harangozó Teri
- Táncdalénekes: Koós János
- Jazz énekesnő: Szűcs Gabi
- Együttes: Groovehouse
- Musicalszínésznő: Janza Kata
- Musicalszínész: Mészáros Árpád Zsolt
- Ügyvéd: Dr. Hegyi Anna
- Újságíró: Döme Barbara
- Sportoló: Csollány Szilveszter
- Politikus: Szanyi Tibor
- Politikai Párt: Zöld Baloldal Párt
- Roma civil szervezetek: Roma Polgárjogi Alapítvány
- LMBT-rádióműsor: Kámingáut (RadioPink)
- LMBT civil szervezet: PFLAG Egyesület

Különdíjasok
- Rigó Mónika énekesnő
- Dancs Annamari énekesnő
- Rácz Kati énekesnő
- Csík Tamás C-press főszerkesztő
- Serbán Marcell Tabutv, N1 Híradó tulajdonosa
- Hidvégi Tünde vállalkozó
- Gosztola Noémi vendéglátós
- Csides Katal pszichológus, szexuálterapeuta,
- Glöckner Zoltán Company Magazin főszerkesztő
- Violet Szépségszalon
- Mozaic Tv szerkesztősége

Európai politikus különdíj
• Pierre Laurent az Európai Baloldali Párt elnöke
• Heidi Hautala Európai Parlament emberjogi albizottságának elnöke

### 2013
- Színész: Alföldi Róbert
- Színésznő: Eszenyi Enikő
- Tv-s műsorvezető: Szily Nóra
- Énekes: Kökény Attila
- Énekesnő: Keresztes Ildikó
- Együttes: Mercy
- Humorista: Bach Szilvia
- Ügyvéd: Dr. Hyross Virág
- Politikus: Popper Gábor és Balogh Artúr
- Roma civil szervezetek: Nemzeti Roma Összefogás
- LMBT szervezet: Test Egyesület
- Közösség: Tolerancia Csoport
- Zsidó szervezet: Élet Menete
- Média: Napiaszonline.hu

Különdíjasok
- Mocsonaki László a Háttér Társaság ügyvivője
- Ungár Klára politikus
- Győry Mária kineziológus
- Szűcs Angelika az MMM Magazin lapigazgatója
- Zoltai Andrea vállalkozó
- Zalatnay Sarolta énekesnő
- Müller Júlia pedagógus
- Katdos Szabrina énekesnő
- Niklós András vállalkozó
- Nagy Viktória civilszervezeti vezető

### 2014
Az esemény nem volt megtartva.

### 2020
- Dr. Papp Tímea pszichiáter szakorvos,
- Dr. Makara Mihály belgyógyász főorvos,
- Dr. Horváthné Juhász Judit  ny. főnővér,
- Dr. Bősz Anett országgyűlési képviselő,
- Feyér Zita énekesnő,
- Cserdiné Németh Angéla  Budapest XV. kerületi polgármester,
- Baranyi Krisztina Budapest IX. kerületi polgármester,
- Krisz Rudolf  énekes előadóművész,
- Gy. Németh Erzsébet Budapest főpolgármester-helyettes,
- Dr. Dulai Roland jogász – püspök,
- Bagdi Tímea oktató  – lelkész,
- Tot Csaba a tolerancia és esélyegyenlőség élharcosa,
- Patak Gábor egyesületi elnök,
- Jakab István identitas.co alapító – főszerkesztő,
- Orbán Krisztina  civilszervezeti – vezető,
- Magyar Éva szerkesztő  – riporter RTL Klub,
- Szily Nóra műsorvezető,
- Földvári Zsófia  újságíró,
- Krakter Zsolt  PR marketing manager,
- Pataki Etelka média szakember,
- Szűcs Balázs lapkiadó – tulajdonos,
- Barabás Éva műsorvezető RTL Klub

### 2021
- Kamuti Éva szakápoló,
- Baghy Edina Magyar Vöröskereszt 9. ker. területi elnök,
- Juhász Hajnalka országgyűlési képviselő (KDNP)
- Királyné Kövesi Tímea rendőr.őrnagy (BRFK)
- Donáth Anna EP képviselő,
- Grünwald Zsolt vállalkozó,
- Kovács Rita LMBTQIA segítő,
- Finta Zília közalkalmazott,
- Barna Gusztáv vállalkozó,
- Molnár Piroska Nemzet Színésze, Kossuth díjas színművésznő,
- Szűcs Balázs Budapest 6. kerületének alpolgármestere,
- Dr.Tüttősi Zoltán Budapest 9. kerületének polgármesteri hivatalának titkárságvezetője,
- Somorjai Ilona előadóművész-énekesnő,
- Jalcs Irén írónő,
- Dr. Fülöp László neurológus és belgyógyász főorvos, pszichológus,
- Kárász Flóra Anna műsorvezető, JövőTv
- Daróczi Zsuzsa Nemzeti Roma Összefogás elnöke,
- Turda Viktória ügyfélszolgálat munkatárs,
- Angyal Nóra óvodavezető,
- Veress Gabriella VER-DECO Egyesület elnöke,
- Nagy Barbara manager, ICON Talent Management,
- Vercz Olivér vállalkozó,
- Erdei Zsolt lapigazgató Hunen Magazin,

### Európai Toleranciadíj 2021
- Sue Rado fotóművész ,
- Sheyla Bonnick a világhírű  Boney.M. együttes énekesnője,
- REUTERS EUROPE Hírügynökség

### A Magyar Tolerancia Díjátadó  Gála Különdíjazottjai 2021.
- Sóstai Kata szervező, Egyesült-Királyság
- Németh Kata sales manager,
- Horvát Ríta gazdasági szakember,
- Krsják Attila Youtuber,
- Dóka Tamás a Draq Queen Hungary rendezvény tulajdonosa,
- Schmuck Andor vállalkozó,

### Díjazottak 2022.
- Gasparovszky Beáta háziorvos,
- Kunhalmi Ágnes országgyűlési képviselő,
- Szente Szabolcs közjegyzőhelyettes,
- Zucker-Kertész Lilla írónő,
- Bodnárné Zámbó Ibolya civilszervezeti segítő,
- Kiss Veronika Coach,
- Füzes Attila sebész szakorvos,
- Félszerfalvi János plasztikai sebész,
- Budai Erzsébet közalkalmazott,
- Országos Onkológiai Intézet Nyak Fej Sebészeti Központ,
- Bordás Noémi urológus szakorvos,
- Mezeiné Kovács Tímea eü.dolgozó,
- Gazdag Gábor pszichiáter, addiktológus, pszichoterápiás főorvos,
- Farkas Tibor blogger,
- Ember Péter zeneszerző, előadóművész,
- Tolnai András nótakirály,
- Korfanti Ferenc  előadóművész,
- Sztárek Andrea színművésznő,
- Peller Anna előadóművész,
- Horváthné Mohácsi Tímea közösségszervező,
- Csere László színművész,
- Láng Balázs színművész,
- Kardos Szabina előadóművész,
- Szunyogh Gábor civilszervezeti segítő, aktivista,
- Lakatos Levente író,
- Földi Ágnes civilszervezeti elnök,
- Kiss Rachel újságíró, riporter,

" Mohácsi Krisztina civilszervezeti alelnök, 
- Mucsi Dorina újságíró, riporter,
- Hortobágyi Rita ápolónő,
- Petes Varga Róbert riporter,
- Könyves Tamás vállalkozó,
- Szalai Kriszta színművésznő, írónő,
- Tollas Tímea írónő, közgazdász

### Magyar Tolerancia Nagydíjasok: 2022.
- Zoltai Andrea,
- Magyar Fruzsina,

### Díjazottak 2023
- Pogány Judit színművésznő,
- Grasics Anita előadóművész,
- Koncz Zsuzsa  előadóművész,
- Kollár Péter Erik operett musical énekes,
- Falusi Mariann  előadóművész,
- Csibész Tóth Miki előadóművész,
- Hidvégi B. Attila  újságíró,
- Gálvölgyi János  színművész,
- Lakatos Krisztián előadóművész,
- Lackófiné Jung Ágnes Feszofe Kft.
- Pásztor Erzsi színművésznő,
- Delhusa Gjon  előadóművész,
- Kerek András Műv.Közp.ig.
- Zsély Virág  ügyvéd,
- Gábor Péter előadóművész,
- Lengyel Tamás színművész,

### Magyar Tolerancia Nagydíj 2023
- Bródy János  előadóművész,
- Hernádi Judit színművész,